# فرانک وید
فرانک وید (انگلیسی: Frank Wead؛ ۲۴ اکتبر ۱۸۹۵ – ۱۵ نوامبر ۱۹۴۷) یک نظامی و فیلم‌نامه‌نویس اهل ایالات متحده آمریکا بود.

## فیلم‌شناسی
- کشتی هوایی (۱۹۳۱)
- غواصان جهنم (۱۹۳۱)
- پست هوایی (۱۹۳۲)
- Ceiling Zero (۱۹۳۶)
- China Clipper (۱۹۳۶)
- پرواز آزمایشی (۱۹۳۸)
- دژ (۱۹۳۸)
- Dive Bomber (۱۹۴۱)
- Destroyer (۱۹۴۳)
- They Were Expendable (۱۹۴۵)
- The Beginning or the End (۱۹۴۷)
- Blaze of Noon (۱۹۴۷)